# Птолемей III Эвергет
Птолемей III Эверге́т — царь Египта, правил в 246/245 — 222/221 годах до н. э. Один из самых могущественных правителей Египта из династии Птолемеев.

## Вступление на престол и международная обстановка
12 или 13 ноября 247 года до н. э. молодой Птолемей (которому на то время было немного за тридцать лет), известный впоследствии как Птолемей III Эвергет, стал соправителем отца на египетском троне. По рождению он был сыном Птолемея II и Арсинои I дочери Лисимаха, а по официальным надписям и в вымыслах придворных — сыном Птолемея II и его родной сестры Арсинои Филадельфии. Вскоре все убедились, что на египетский трон снова взошёл сильный человек. В своих деяниях Птолемей III больше напоминал своих дедов Птолемея I Сотера и Лисимаха, чем своего отца Птолемея II Филадельфа.
Между тем ему досталась непростая международная ситуация. Согласно договору между Птолемеем II и Антиохом II, последний должен был отослать свою первую супругу Лаодику с её двумя сыновьями в Малую Азию, тогда как дочь Птолемея Береника будет править в Антиохии и рожать наследников Державы Селевкидов. Однако Лаодика принудила Антиоха вернуться к ней в Эфес, и затем, после его внезапной смерти в 246 году до н. э. (не без некоторых подозрений, что она приложила к этому руку), она отправила эмиссаров в Антиохию, чтобы те убили Беренику и её малолетнего сына. Известно, что Береника пыталась защититься и отчаянно сражалась, но тщетно. Двойное убийство свершилось. Сын Лаодики Селевк II был провозглашён владыкой Селевкидского царства. Убийство дочери и внука Птолемея II стало грубым оскорблением Египту, которое не могло не толкнуть его на новую войну.

## Имя
| G5 |

| G5 |

| V28 | k | nw · V1 | R8 | H1 · Z2 | D2 · Z1 · I9 |

| V28 | k | nw · V1 | R8 | H1 · Z2 | D2 · Z1 · I9 |

| V28 | k | nw | R8A | H1 · Z2 | D2 · Z1 | I9 · Aa15 |

| V28 | k | nw | R8A | H1 · Z2 | D2 · Z1 | I9 · Aa15 |

| A9 | M23 · X1 | M17 · M17 | G20 |

| A9 | M23 · X1 | M17 · M17 | G20 |

| G36 · r |

| G36 · r |

| M17 · G43 · a | S3 | M17 |

| M17 · G43 · a | S3 | M17 |

| D4 · V26 · D46 | V16 · T31 · Aa15 | D58 |

| D4 · V26 · D46 | V16 · T31 · Aa15 | D58 |

| G16 |

| G16 |

| q · W24 · n | a |

| q · W24 · n | a |

| W24 · X1 |

| W24 · X1 |

| U22 |

| U22 |

| U7 · r | O5 · O49 |

| U7 · r | O5 · O49 |

| G8 |

| G8 |

| nswt&bity |

| nswt&bity |

| G39 | N5 |

| G39 | N5 |

| Q3 · X1 | V4 | E23 · Aa15 | M17 · M17 · S29 · S34 | D&t&N17 | Q3 · X1 | V28 | U6 |

| Q3 · X1 | V4 | E23 · Aa15 | M17 · M17 · S29 · S34 | D&t&N17 | Q3 · X1 | V28 | U6 |

| Q3 · X1 | V4 | E23 · Aa15 | M17 · M17 · S29 · S34 | D&t&N17 | Q3 · X1 | V28 | U6 |

| Q3 · X1 | V4 | E23 · Aa15 | M17 · M17 · S29 · S34 | D&t&N17 | Q3 · X1 | V28 | U6 |

| Q3 · X1 | V4 | E23 · Aa15 | M17 · M17 · S29 · S34 | D&t&N17 | Q3 · X1 | V28 | U6 |

| Q3 · X1 | V4 | E23 · Aa15 | M17 · M17 · S29 · S34 | D&t&N17 | Q3 · X1 | V28 | U6 |

| Q3 · X1 | V4 | E23 · Aa15 | M17 · M17 · S29 · S34 | D&t&N17 | Q3 · X1 | V28 | U6 |

| Q3 · X1 | V4 | E23 · Aa15 | M17 · M17 · S29 · S34 | D&t&N17 | Q3 · X1 | V28 | U6 |

| Q3 | R8 | U22 |

| Q3 | R8 | U22 |

| U22 | R8 | U22 | R8 |

| U22 | R8 | U22 | R8 |

## Третья Сирийская война

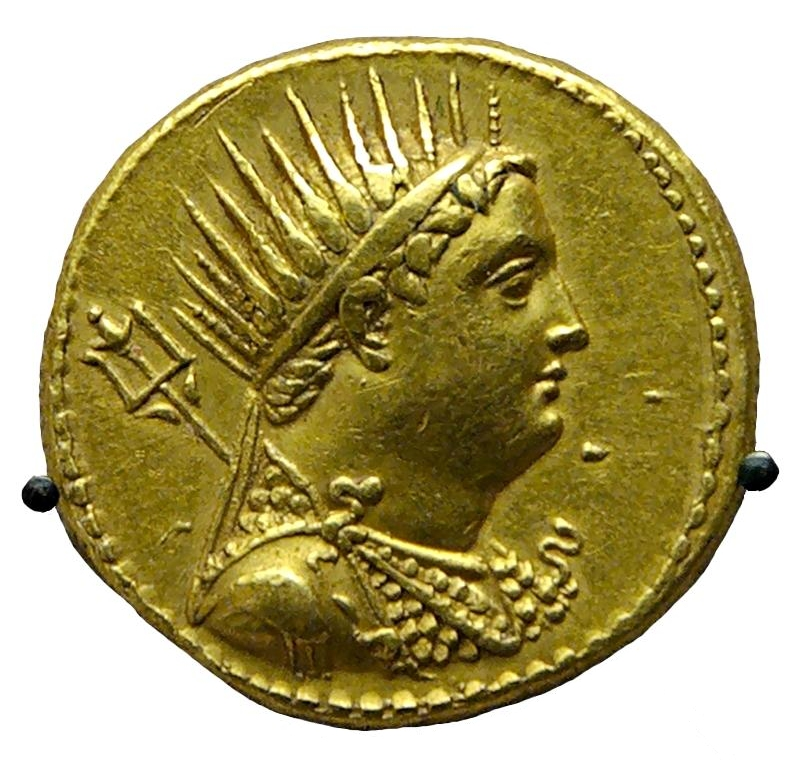
Золотая октадрахма (8 драхм) Птолемея III. Британский музей

### «Волосы Береники»
Согласно Юстину, Птолемей III выступил из Египта во главе своего войска, когда Береника ещё была жива и находилась в осаждённой Дафне около Антиохии, но опоздал и не сумел её спасти. Перед уходом он упрочил положение в Египте, заключив брак с Береникой Киренской, помолвка с которой состоялась за несколько лет до того. Киренаика снова присоединилась к царству Птолемеев. Место рядом с Птолемеем III заняла царица, в которой также проявилась македонская сила воли. После этого он развязал войну с династией Селевка — Третью Сирийскую войну, как называют её современные учёные; в своё время она называлась «Лаодикийской войной», то есть войной с убийцей Лаодикой. Сам Птолемей выступил из Египта во главе войска и вторгся в Северную Сирию. Накануне его ухода, молодая царица посвятила пряди своих волос в храме Арсинои Афродиты в Александрии. Вскоре после этого, придворный астроном Конон заявил, что увидел эти пряди на небе, где они превратились в созвездие, которого, как уверял, раньше на этом месте не было. Великий поэт той эпохи Каллимах написал об этом поэму, которая в древности, должно быть вызывала восхищение, так как, два столетия спустя, Катулл перевёл её на латынь. Хотя оригинал не сохранился, его ещё можно прочитать в римской поэтической версии — «Коса Береники» (Вероники). По словам Катулла, Птолемей отправился опустошать «территорию Ассирии» (так в то время называлась Месопотамия) и «завоевав Азию, добавил её к границам Египта».

## Научная деятельность

Птолемей III Эвергет